# Tormentor
Tormentor est un groupe hongrois de black metal et rock expérimental, originaire de Budapest. Le chanteur Attila Csihar se fait connaître plus tard avec le groupe norvégien Mayhem. Bien que rapidement dissout (en 1991), le groupe a eu une grande influence sur la vague black metal scandinave à la fin des années 1980, comme en témoigne la reprise du titre Elizabeth Bathory par les Suédois de Dissection. Tormentor se reforme en 1999, pour la sortie de l'album Recipe Ferrum! 777. L'activité du groupe est actuellement en suspens.

## Historique
Tormentor est formé en 1985 par Attila Csihar. Le groupe joue en concert en Hongrie pendant la période 1986-1990 avant d'enregistrer deux démos The Seventh Day of Doom (1987) et Anno Domini (1988). Ils jouent du thrash metal rapide, qui implique des passages épiques similaires à ceux de Bathory ; à cette période, le groupe s'inspire également de Destruction. Le groupe donne plusieurs concerts qui finiront mal pour la plupart. À cause du système communiste du pays et de la censure, le groupe ne peut publier sa deuxième démo sous format CD. En 1990 sort Anno Domini, au label underground hongrois Evil Records, sous format cassette audio.
Csihar parvient à contacter le groupe de black metal Mayhem, et à contribuer à leur premier album studio De Mysteriis Dom Sathanas. La deuxième démo du groupe, Anno Domini, devait être publiée par le label Deathlike Silence Productions, ce qui ne se fera jamais à cause de l'assassinat d'Euronymous. Il finit par publier Anno Domini en 1995 au label Nocturnal Art Productions.
Tormentor reprend ses activités en 1999 avec la publication de l'album Recipe Ferrum! 777 en 2001. L'album est très influencé par le folklore hongrois et contient des éléments de black metal. Il est accueilli d'une manière mitigée par la presse spécialisée,,.

## Membres

### Membres actuels
- Attila Csihar - chant, guitare
- Machat St. Zsoltar - batterie
- Mugambi Zoldun Bwana - guitare
- Zeno Galoca - basse

### Anciens membres
- Szigeti Attila - guitare
- Farkas György - basse
- Dubecz Márton - batterie
- Budai Tamás   - guitare

## Discographie
- 1987 : The Seventh Day of Doom (démo)
- 1988 : Anno Domini (démo)
- 1989 : Black and Speed Metal (split avec Diktátor, Atomic et Trepán)
- 1990 : Anno Domini (pro-tape version)
- 1995 : Anno Domini (CD, LP, Pic-LP)
- 1997 : The Seventh Day of Doom (album studio)
- 2000 : The Sick Years (pro-tape)
- 2001 : Recipe Ferrum! 777
- 2007 : Anno Domini (version CD)